# الحمرا (راشيا)
الحمرا  هي إحدى القرى اللبنانية من قرى قضاء راشيا في محافظة البقاع.
والتسمية نسبة للون التربة المائل إلى الاحمرار في تلك الأرض.